# Burnt Prairie
Pour les articles homonymes, voir Burnt.
Burnt Prairie, auparavant appelé Liberty, est un village situé au nord du comté de White dans l'Illinois, aux États-Unis,. Il est incorporé le 22 juin 1928.

## Démographie
Lors du recensement de 2010, le village comptait une population de 52 habitants. Elle est estimée, en 2016, à 51 habitants.

### Source de la traduction
- (en) Cet article est partiellement ou en totalité issu de l’article de Wikipédia en anglais intitulé « Burnt Prairie, Illinois » (voir la liste des auteurs).